# Килон
Килон (др.-греч. Κύλων) — афинянин, живший в VII веке до н. э.. С его именем связаны такие понятия, как «Килонова смута» — первая известная нам попытка установления тирании в Афинах, и «Килонова скверна» — грех, легший на афинский род Алкмеонидов из-за расправы над участниками заговора.

## Некоторые биографические данные
Килон принадлежал к знатному роду. Он был женат на дочери тирана Мегар Феагена. Победив в двойном беге на 35 Олимпийских играх (640 г. до н. э.), Килон приобрёл большой авторитет как «олимпионик» и, следовательно, человек, отмеченный особой милостью и покровительством богов. Опираясь на это, Килон сам попытался стать тираном, рассчитывая на поддержку народной массы, недовольной своеволием знатных родов. Его ободрял Дельфийский оракул, посоветовавший ему занять Акрополь «в величайший праздник Зевса».

## Килонова скверна
Килон с войском, присланным ему тестем, и друзьями захватил Акрополь в дни, когда в Олимпии справлялся праздник Зевса (июль). Однако Килон не встретил никакой народной поддержки. Афиняне, сбежавшиеся с полей, быстро организовали войско и под руководством архонтов, принадлежавших к роду Алкмеонидов, подавили мятеж Килона. Сам Килон с братом успел бежать, но его соратники не смогли сделать этого и укрылись в Акрополе, который был взят в осаду афинянами.
Когда мятежники, истощённые и на пороге смерти от голода, сели у алтарей, ища защиты у богини, то руководивший осадой архонт Мегакл пообещал им безопасность и уговорил их спуститься и предстать перед судом. Они перед лицом голодной смерти согласились на предложение Мегакла, а чтобы сохранить защиту богини Афины, привязали к её статуе веревку, за которую они продолжали держаться все вместе.
Согласно сообщению Плутарха, веревка по дороге сама собой развязалась и афиняне, посчитав, что богиня отказала заговорщикам в защите, перебили их, едва они покинули Акрополь, некоторых прямо у алтарей. С другой стороны, Геродот и Фукидид не упоминают этот аспект, заявляя, что последователи Килона были просто убиты, будучи обманутыми заверением архонтов, что им не будет причинено никакого вреда. Скорее всего, история, рассказанная Плутархом, является позднейшей выдумкой.
Ожесточённость расправы современные историки объясняют межродовой борьбой, так что мятежники, как предполагается, принадлежали к враждебному Алкмеонидам роду. После этих событий в отношении Алкмеонидов противниками было быстро выдвинуто обвинение в святотатственном убийстве людей, ищущих убежища у алтаря богов («килонова скверна», или «килонов грех») и в результате Алкмеониды были изгнаны из города.
Обвинение рода Алкмеонидов в совершении «скверны» против богини не было снято даже после их возвращения к власти, более того, оно само по себе на полтора столетия стало важным фактором политической жизни Афин. В частности, это обвинение часто использовалось спартанцами, когда они хотели отстранить от власти правившего в Афинах неугодного им политического деятеля из влиятельного рода Алкмеонидов, например, Клисфена и Перикла.

## Раскопки
В апреле 2016 года, в районе Дельта Фалиро неподалёку от Афин, было обнаружено групповое захоронение, в котором находились останки 80 мужчин, убитых примерно в 675—650 гг. до нашей эры. Погибшие — молодые мужчины; у многих из них были связаны руки. По мнению археологов, убитые были сторонниками Килона.

### Исследования
- Зайцев А. И. Заговор Килона в Афинах // Античный мир. Проблемы истории и культуры : Сб. статей к 65-летию Э. Д. Фролова  / Ред. И. Я. Фроянов. — СПб., 1998. — С. 57—68. — ISBN 5-288-02074-4.
- Радциг С. И. Килонова смута в Афинах (Эпизод из истории родовых отношений в Аттике) // Вестник древней истории. — М.: Наука, 1964. — Вып. 89, № 3. — С. 3—14.
- Эндрюс А. Рост Афинского государства (III. От Килона до Солона) // Кембриджская история Древнего мира. — Т. III. Ч. 3: Расширение греческого мира. — М.: Ладомир, 2007. — ISBN 978-5-86218-467-9